# Salomonen-Schopftaube
Die Salomonen-Schopftaube oder Helmtaube (Reinwardtoena crassirostris) ist eine Art der Taubenvögel. Sie kommt ausschließlich auf den Salomon-Inseln vor.

## Erscheinungsbild
Die Salomonen-Schopftaube erreicht eine Körperlänge von etwa 40 Zentimetern. Sie unterscheidet sich von den zwei anderen Arten der Langschwanztauben, der Rotbraunen und der Schwarzen Reinwardttaube, vor allem durch ihre stark verlängerten Kopf- und Nackenfedern. Dieser Schopf gleicht dem der Australischen Schopftaube.
Während die Salomonen-Schopftaube ansonsten in Größe und Gestalt den anderen Langschwanztauben ähnelt, unterscheidet sich ihr Schnabel stark von den meisten Taubenarten. Der Schnabel ist ausgesprochen kräftig gebaut und der Oberschnabel ist an der Spitze hakenförmig nach unten gebogen. Der Kopf ist hellgrau und der hintere Hals ist blaugrau. Die Kehle ist hell und der Bauch dunkelblau. Die Iris ist innen gelb und weist einen roten Außenring auf. Die Füße sind rötlich. Obwohl die Salomonen-Schopftaube insgesamt eine sehr auffällige Taubenart ist, die in ihrem Erscheinungsbild unverwechselbar ist, können fliegende Salomonen-Schopftauben mit der Blassen Bergtaube verwechselt werden. Die Verbreitungsgebiete beider Arten überlappen sich.

## Verbreitung und Verhalten
Die Salomonen-Schopftaube kommt ausschließlich auf den Salomon-Inseln vor. Sie besiedelt dort Bougainville, Choiseul, Isabel, Kolombangara, New Georgia, Vangunu, Nggatokae, Rendova, Guadalcanal, Malaita, Makira, die Olu-Malau-Inseln und Ugi. Auf diesen Inseln findet sich die Salomonen-Schopftaube überwiegend auf im Inselinneren gelegenen Tälern. Sie besiedelt sowohl immergrüne Primär- als auch Sekundärwälder sowie Waldränder. Ihre Höhenverbreitung reicht vom Tiefland bis in eine Höhe von 1100 Metern.
Die Salomonen-Schopftaube lebt überwiegend einzeln oder in Paaren. Sie frisst Früchte der Baumwipfel. Über die Fortpflanzungsbiologie ist nahezu nichts bekannt.

## Belege

### Weblink
- Reinwardtoena crassirostris in der Roten Liste gefährdeter Arten der IUCN 2013.1. Eingestellt von: BirdLife International, 2012. Abgerufen am 16. Oktober 2013.